# Przybysz z kosmosu
Przybysz z kosmosu (ang. Robot Monster) – amerykański trójwymiarowy film science-fiction z 1953 roku w reżyserii Phila Tuckera, zapamiętany w późniejszych dziesięcioleciach jako jeden z najgorszych filmów, jakie kiedykolwiek powstały.

## Fabuła
Zwiadowca z kosmicznego imperium – Ro-Man Extension XJ-2 za pomocą kalcynatora śmierci niszczy całe ludzkie życie na Ziemi, z wyjątkiem ośmiu ludzi. Ocaleni to profesor George, jego żona Martha, ich dwie córki – dorosła Alice i małoletnia Carla, syn – małoletni Johnny, asystent profesora – Roy oraz piloci kosmiczni Jason i McCloud. Obaj piloci wyruszają rakietą na orbitującą platformę kosmiczną. Cała ósemka wykształciła odporność na promień śmierci Ro-Mana, po otrzymaniu eksperymentalnej surowicy antybiotykowej opracowanej przez profesora.
Ro-Man dowiaduje się o istnieniu niedobitków i poprzez wideofonię nakazuje im dobrowolne poddanie się w zamian za bezbolesną śmierć. Później Roy podsłuchuje Ro-Mana prowadzącego rozmowy ze swym przełożonym – Wielkim Przewodnikiem, gdzie wyraża swoje pierwsze wątpliwości w życiu. Roy informuje resztę, a Ro-Man po bezowocnych negocjacjach z ludźmi niszczy statek kosmiczny Jasona i McClouda wraz z platformą kosmiczną. George kontaktuje się z Ro-Manem i ogłasza, że Ziemianie nie poddadzą się. Uwagę Ro-Mana przykuwa Alice i oznajmia, że to z nią będzie prowadził pertraktacje.
Alice decyduje się na konfrontację mimo ostrzeżeń rodziny. Johnny dostrzega Ro-Mana i śledzi go. Gdy spotyka go, chce poznać motywacje kosmity. Ro-Man odkrywa, że surowica faktycznie działa. Johnny niechcący wygaduje się o Jasonie i McCloudzie. W międzyczasie Alice i Roy podczas poszukiwań nawiązują ze sobą romans. Gdy wszyscy się odnajdują, Alice i Roy decydują się na ślub. Ro-Man po konsultacji z Wielkim Przewodnikiem obiecuje wyeliminować ludzi wszystkimi możliwymi metodami.
Ro-Man dusi Carlę, a następnie zrzuca Roya z urwiska na i porywa Alice. Jego misja zostaje jednak udaremniona, gdy rozwija on uczucie do Alice i nie może się zmusić do jej wyeliminowania. Wielki Przewodnik niszczy zarówno Johnny’ego, jak i Ro-Mana za pomocą kalcynatora. Wielki Przewodnik kontynuuje anihilację Ziemi z pomocą wiązką promieni kosmicznych, gadów z Plutona i sensytomicznych drgań.
Okazuje się, że Johnny żyje, który właśnie obudził się z gorączkowego snu wywołanego wstrząsem mózgu. Do tej pory wszystko, co się wydarzyło, było jego koszmarem. Jego siostry, ich matka, George (który okazuje się nie być z nimi spokrewniony) i Roy cieszą się ze znalezienia go. Johnny i jego rodzina zapraszają naukowców do domu na obiad, co akceptują. Gdy ludzie odchodzą, nagle w jaskini pojawia się Ro-Man / Wielki Przewodnik z groźnie wyciągniętymi ramionami kieruje się w stronę widowni.

## Obsada
- Claudia Barrett – Alice
- George Barrows –
  - Ro-Man,
  - Wielki Przewodnik
- John Brown –
  - Ro-Man (głos),
  - Wielki Przewodnik (głos)
- George Nader – Roy
- John Mylong – George
- Gregory Moffett – Johnny
- Selena Royle – Martha
- Pamela Paulson – Carla

## Produkcja
Dwudziestopięcioletni scenarzysta i reżyser Phil Tucker stworzył Przybysza z kosmosu w cztery dni za około 16 tys. dolarów. Z wyjątkiem kilku scen w Los Angeles i na placu budowy w pobliżu stadionu Dodger Stadium większość materiału filmowego nakręcono pod gołym niebem w Bronson Canyon, miejscu kręcenia do scenerii w niezliczonych filmach i produkcjach telewizyjnych. Główne zdjęcia do Robot Monster zakończyły się 23 marca 1953 roku.
Bardzo niski budżet nie pozwalał na stworzenie kostiumu robota do wykreowania Ro-Mana. Wobec tego Tucker zatrudnił swojego przyjaciela George’a Barrowsa, który stworzył własny kostium goryla, do zagrania Ro-Mana. Następnie Tucker dodał kosmiczny hełm podobny do tych używanych w serialach Republic Pictures, takich jak Radar Men From The Moon. Niektóre źródła podają, że komik z klubu nocnego, Trustin Howard jako Slick Slavin nakręcił wstęp do filmu.
Claudia Barrett wspominała w wywiadzie, że oryginalny scenariusz filmu zakładał prawdziwość wydarzeń, ale reżyser zmienił zdanie, a następnie nakręcił nowe zakończenie pokazujące, że historia była snem chłopca, który ma się spełnić.
Selena Royle, etatowa statystka MGM, miała trwałą karierę filmową od 1941 roku, która zakończyła się w 1951 roku, gdy została uznana za sympatyczkę komunistów. Odmówiła stawienia się przed Komitetem Izby ds. Działań Nieamerykańskich i ostatecznie oczyściła swoje imię. Do tego czasu szkody na jej reputacji zostały już wyrządzone; wystąpiła tylko w dwóch filmach, z których ostatni był Przybysz z kosmosu.

### 3D
Robot Monster został nakręcony i wyświetlony w dwupasmowym, spolaryzowanym 3D. Wielu krytyków uważa, że fotografia stereoskopowa w filmie jest wysokiej jakości, zwłaszcza w przypadku filmu, którego ekipa miała niewielkie doświadczenie z nowo opracowanym sprzętem. Producent filmu, Al Zimbalist powiedział później The New York Times, że kręcenie filmu w 3D wymagało użycia innej kamery, co dodało do budżetu dodatkowe ok. 4,5 tys. USD.

### Efekty specjalne
Wszystkie efekty specjalne Przybysza z kosmosu to fragmenty ze wcześniejszych Milion lat przed naszą erą i Lost Continent wykorzystane do ukazania gadów z Plutona, Flight to Mars i Rocketship XM do scen z kosmicznym statkiem oraz obraz ruin Nowego Jorku z Captive Women.

### Muzyka filmowa
Muzyka Przybysza z kosmosu została skomponowana przez Elmera Bernsteina. Bernstein wspominał, że utknął w okresie, w którym był „na czarnej liście” z powodu swych lewicowych poglądów i pracował tylko przy nic nieznaczących projektach. W późniejszym wywiadzie powiedział, że podobało mu się wyzwanie, jakim była próba pomocy przy filmie. Ordung stwierdził, że Bernstein napisał muzykę do filmu z ośmioosobową orkiestrą, a Capitol Records wyraziło zainteresowanie produkcją albumu.

## Premiera i wynik finansowy
Robot Monster został wydany przez Astor Pictures 24 czerwca 1953 roku wraz z krótkometrażowym filmem Stardust in Your Eyes produkcji Three Dimension Pictures, w którym wystąpił Trustin Howard jako Slick Slavin. Zarobił 1 mln dolarów podczas swojej pierwszej kinowej premiery, ponad 62 razy więcej niż pierwotny budżet.

## Odbiór

### Recenzje
Recenzja magazynu „Variety” z grudnia 1953 roku odnotowała: „Oceniając na podstawie nowości, jako przykład procesu Tru-Stereo, Przybysz z kosmosu wypada zaskakująco dobrze, biorąc pod uwagę niezwykle ograniczony budżet (50 000 dolarów) i harmonogram kręcenia filmu”.
W czerwcu 1953 roku dziennik „Los Angeles Times” nazwał Przybysza z kosmosu „szalonym, pomieszanym filmem”, gdzie „nawet dzieci mogą być trochę znudzone tym wszystkim”, zaś tygodnik Harrison’s Reports w następnym miesiącu nazwał film „najbiedniejszym trójwymiarowym obrazem, którym zrobiono do tej pory”, dodając, że „historia jest całkowicie nielogiczna, a rzekome potwory z innej planety są śmieszne. Nawet gra aktorska, czasami, jest absurdalna”. W grudniu tego samego roku Los Angeles Times doniósł, że „kiniarze” uważali film za „jedną z topowych porażek roku”.
Amerykański krytyk Roger Hall wspominał, że oglądał film jako nastolatek, kiedy po raz pierwszy pokazano go w telewizji w 1954 roku. Stwierdził, że to „jedna z najlepszych bardzo wczesnych ścieżek dźwiękowych Elmera Bernsteina”.

### Dziedzictwo
Serwis Rotten Tomatoes przyznał Przybyszowi z kosmosu wynik 36% na podstawie 14 recenzji, ze średnią oceną 4,15/10.
Tytuł jest często uważany za jeden z najgorszych filmów, jakie kiedykolwiek nakręcono. Krytyk i historyk filmowy Leonard Maltin pisze w swej książce 2009 Movie Guide: „[Przybysz z kosmosu to] jedna z prawdziwych legend Hollywood: zawstydzająca, przezabawnie okropna (...) po prostu wykop tę maszynę z bąbelkami z anteną telewizyjną”.
W grudniu 1953 roku doniesiono, że Tucker próbował popełnić samobójstwo w hotelu Knickerbocker w Los Angeles. Został uratowany tylko dlatego, że napisał list samobójczy i wysłał go do gazety, która wysłała reportera i kilku detektywów do hotelu. Został znaleziony z przepustką z psychopatycznego oddziału szpitala dla weteranów. W liście Tucker powiedział, że nie zapłacono mu za Robot Monster i nie mógł znaleźć pracy: „Kiedy odmówiono mi pracy, nawet jako woźny”, napisał Tucker, „w końcu zdałem sobie sprawę, że moja przyszłość w przemyśle filmowym jest ponura”. Okazało się, że Tucker i jeden z producentów pokłócili się ws. wynagrodzenia, a wystawcy filmowi otrzymali instrukcje, aby nie wpuszczać Tuckera do obejrzenia filmu, chyba że zapłaci za wstęp.
Do aktorów związanych z Przybyszem z kosmosu należał George Nader, który w 1955 roku zdobył Złoty Glob jako „Najbardziej obiecujący nowicjusz roku” (chociaż jego nagroda nie była powiązana z jego występem w Przybyszu z kosmosu). Podpisał potem kontrakt z Universal Studios, gdzie grał tylko w drugorzędnych rolach. 

## Odniesienia w kulturze popularnej
- Scena z filmu została wykorzystana teledysku You Might Think zespołu The Cars[25].
- W 1986 roku Przybysz z kosmosu stanowił 5. odcinek programu telewizyjnego Canned Film Festival, omawiające filmy klasy B.
- W 1989 roku Przybysz z kosmosu stanowił 107. odcinek programu Mystery Science Theater 3000, wyśmiewającego słabe produkcje filmowe.
- Ro-Man pojawia się w filmie Looney Tunes znowu akcji z 2003 roku jako jeden z kosmitów trzymanych w Strefie 52[26].
- W komiksie z Kosmicznym Duchem 45 Minutes ’Til Showtime!  z 1999 roku kostium/replika Ro-Mana widnieje w witrynie sklepowej na planecie Gorzo[27].
- W filmie animowanym Megamocny z 2010 roku postać Miniona, z ciałem goryla i przezroczystą głową z rybą w środku, przypomina Ro-Mana[28].
- SCP-2006, istota z Fundacji SCP przybiera postać Ro-Mana.
- Time Ape z kreskówki Prawo Milo Murphy’ego jest wizualną parodią Ro-Mana.